# Gyöngyösoroszi
Gyöngyösoroszi là một thị trấn thuộc hạt Heves, Hungary. Thị trấn này có diện tích 21,39 km², dân số năm 2010 là 1524 người, mật độ 71 người/km².